# Lambada
La lambada és un ball brasiler d'ascendència africana, de connotacions eròtiques i reputació de lasciu, que sembla derivar del maxixe.
De ritme semblant a la cúmbia i amb arranjaments de música disco, va ser popularitzada pel grup Kaoma a finals dels anys vuitanta del segle xx des de França i mitjançant una acurada operació de màrqueting.
Descendent d'altres balls de parella que escandalitzaren durant el període colonial, aquest ball permet una sensual i atrevida aproximació dels cossos que li valgué la fama de demoníac. Es balla amb parella però també es pot ballar en fileres, com la conga. Aquest ritme ja es ballava als anys trenta a la ciutat de Belem, i recentment tornà a veure's en festes populars de nord-est i de l'estat de Bahia, des d'on baixà fins a Sâo Paulo, i es posà de moda entre els joves de bona família.
En els moviments bàsics, que són cinc, com en la salsa, els malucs estan molt a prop i el vinclament és molt sensual, però sol ballar-se amb combinacions de tres passos laterals i accentuant el moviment de malucs, o a pas per temps, com el merengue.
Hi ha una variant d'exhibició, practicada al Brasil i exportada per ballarins nadius que es guanyen la vida actuant en els escenaris d'Europa i Amèrica. Aquesta modalitat és plena de figures acrobàtiques i caigudes i barreja elements de la dansa-lluita tradicional de Brasil, la capoeira.